# Alexander I van Bournonville
Alexander I van Bournonville (4 november 1585 – Lyon, 22 maart 1656) was een Zuid-Nederlands militair en diplomaat.

## Leven
Zijn ouders behoorden allebei tot de adel: vader Oudard, die stierf in het jaar van zijn geboorte, was graaf van Hénin in Artesië en moeder Marie-Christine was een Egmond. Ze liet Alexander opvoeden aan de Europese hoven (Brussel, Wenen, Firenze), begeleid door de jezuïet Duplessis. Bij hun terugkeer wist deze de moeder weinig positiefs te melden over de vorderingen van zijn leerling: "Mevrouw, ik breng u mijnheer terug in goede gezondheid".
Alexander was nauwelijks vijftien jaar oud toen koning Hendrik IV zijn Franse leengoederen verhief tot een hertogdom (1600). Met hulp van zijn moeder kocht hij de stamgoederen van de familie terug van Jean de Lamet (Bournonville, Conteville, Pernes, Huppelande, Haverskerke) en verkreeg hij dat ze opnieuw werden opgericht tot hertogdom (1608). Van Maurits van Oranje kocht hij de heerlijkheden Buggenhout, Baasrode en Sint-Amands.

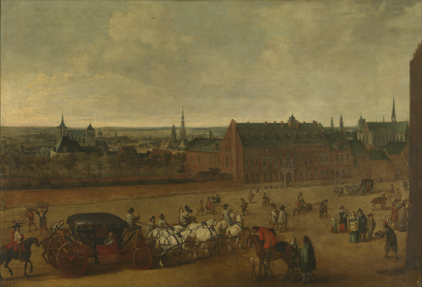
Het stadspaleis van Bournonville op een schilderij van Pieter Snayers, ca. 1649-50.

In 1611 trouwde de jonge hertog met Anne van Melun (1590-1666), bij wie hij vijftien kinderen zou krijgen. Ze lieten het Mansfeltgoed in de Brusselse Wolstraat verbouwen tot een rijkelijke residentie, beroemd om de in drie terrassen aangelegde tuin (1618). Een deel ervan stond Bournonville af voor de stichting van het miniemenklooster. Tijdens een van zijn vele afwezigheden bood het Hof van Bournonville onderdak aan Maria de Medici, op de vlucht voor Richelieu (1631).
Bournonville was een man van de oorlog. Hij diende onder aartshertog Albrecht, maar aarzelde niet wanneer keizer Ferdinand II een beroep deed op Brussel voor zijn Boheemse campagne. Bij de inname van Písek op 30 september 1620 verloor Bournonville een oog. Terug in de Nederlanden nam hij het bij Fleurus op tegen Ernest van Mansfeld (1622). Datzelfde jaar kreeg hij het Gulden Vlies. Hij werd belast met drie diplomatieke zendingen en werd gouverneur van Rijsel (1631).
In 1632 complotteerde hij met zijn schoonbroers, Espinoy en Aarschot, tegen het Spaanse regime. In maart 1634, toen ze de zaak al vergeven achtten, kwamen er signalen dat de autoriteiten hard zouden optreden. Gewaarschuwd door Maria de Medici, vluchtte Bournonville van zijn huis in Bondues naar zijn hertogdom. Hij weigerde in dienst van Frankrijk te treden en reisde door naar Zwitserland, bij markies Albert Eugène van Lullin. Daar bereikte hem het bericht dat de Grote Raad van Mechelen hem op 16 april 1636 ter dood had veroordeeld en zijn goederen onder sekwester had geplaatst. Zijn oudste zoon Alexander, die goede diensten verleende aan het hof in Brussel, bekwam in 1649 de handlichting en in 1652 de verzekering dat zijn vader uit ballingschap kon terugkeren. Niettemin stond de hertog in 1651 al zijn gronden af aan de jongere zoon Ambroise-François (1619-1693). Een en ander resulteerde in een aanslepende familievete, waarbij Alexander II de geldigheid van de schenking aanvocht. Ondertussen mocht Ambroise zich pair de France noemen, want koning Lodewijk XIV maakte in 1652 het hertogdom Bournonville tot een duché-pairie.
Vader Bournonville stierf enkele jaren later te Lyon. Zijn vrouw repatrieerde het lichaam en liet het begraven in de Antwerpse karmelietessenkerk waar ze zich had teruggetrokken.

## Familie
Uit zijn huwelijk met Anne van Melun (1590-1666) had Bournonville vijftien kinderen, onder wie:
- Alexander II Hippoliet van Bournonville (1616-1690), graaf van Hénin-Liétard, prins van Bournonville
- Ambrosius Frans van Bournonville (1619-1693), hertog van Bournonville
- Wolfgang Willem van Bournonville, burggraaf van Barlin
- Jan Frans Benjamin van Bournonville (1638-1719), markies van Bournonville

## Voetnoten
1. ↑  Jacques van Wijnendaele en Anne de San, De Wolstraat en haar historische gebouwen, 2004 (= Brussel, stad van kunst en geschiedenis, nr. 36)
2. ↑  Théodore Juste, Conspiration de la noblesse Belge contre l'Espagne en 1632, Brussel, 1851, p. 27, 63, 75-76, 83-85